# Leptocarydion
Leptocarydion is een geslacht uit de grassenfamilie (Poaceae). De enige soort uit dit geslacht (Leptocarydion vulpiastrum) komt voor in het oosten en zuiden van Afrika en op Madagaskar.